# آب‌انبار قدیمی کوزه‌کنان
آب‌انبار قدیمی کوزه‌کنان مربوط به دوره قاجار است و در شهرستان شبستر، بخش مرکزی، شهر کوزه‌کنان، آب‌انبار قدیمی واقع شده و این اثر در تاریخ ۲۸ اسفند ۱۳۸۵ با شمارهٔ ثبت ۱۸۹۲۱ به‌عنوان یکی از آثار ملی ایران به ثبت رسیده‌است.